# Puttegga
Puttegga o Pyttegga és la muntanya més alta de Møre og Romsdal, Noruega. Es troba a la frontera dels municipis de Norddal i Rauma. Es troba a 4 quilòmetres al nord-oest de la muntanya de Karitinden, dins el Parc Nacional de Reinheimen. El poble més proper és Tafjord, a 14 quilòmetres a l'oest. La muntanya és de fàcil accés des de la cabina Pyttbua a l'est, que és mantinguda per l'Associació Noruega de Trekking.
El topònim és format pels mots putt o pytt, que signifiquen "bassal" o "estany". L'últim element és la forma finita d'egg, que vol dir "cresta de la muntanya". La cresta està envoltada per diversos llacs petits.